# Упрямое тесто
«Упрямое тесто» — советский кукольный мультипликационный фильм 1955 года.

## Сюжет
Бабушка, уходя ненадолго из дома по делам, доверяет внучке Жене следить за тестом для праздничного пирога, та перепоручает задание младшему брату Коле, тот — Дружку, пёс — Мурлыке, котёнок — Мышонку, а последний просто прячется в норку. В результате тесто убегает прямо на глазах у вернувшейся бабушки. Каждый из персонажей считает виноватым не себя, а того, кому передоверил следить за тестом. Конечно же, бабушка справедливо считает главной виновницей Женю.

## Съёмочная группа
| Автор сценария            | Александр Галич, А. Зубов |
| Режиссёр-постановщик      | Владимир Дегтярёв |
| Ассистент режиссёра       | Юрий Прытков |
| Художник-постановщик      | Владимир Данилевич, Владимир Дегтярёв |
| Художники кукол и макетов | Роман Гуров (главный художник), Е. Жермонт, А. Жукова, Э. Калязина, В. Куранов, Геннадий Лютинский, К. Русанова, Николай Солнцев, А. Филасов, В. Чернихова, Семён Этлис |
| Кукловоды-мультипликаторы | Владимир Арбеков, Владимир Данилевич |
| Операторы                 | Николай Гринберг |
| Композитор                | Эдуард Колмановский |
| Директор фильма           | Борис Бурлаков |
| Звукооператор             | Георгий Мартынюк |
| Ассистент по монтажу      | В. Егорова |
| Автор стихов              | Михаил Светлов |
| Роли озвучивали           | Зинаида Бокарёва, Владимир Володин, Александра Денисова, Роза Макагонова, Юлия Юльская                                                                                  |

## Технические данные
| Тип                          | объёмный             |
| Цветность                    | цветной, черно-белый |
| Количество частей            | 1 часть              |
| Длина плёнки                 | 292 метра            |
| Киностудия                   | Союзмультфильм       |
| Дата выхода на экраны        | 1955 год             |
| Разрешительное удостоверение | ВЭ VII 1955 г.       |

## Описание, отзывы и критика
В начале мультфильма схематично показывается процесс создания куклы мальчика Коли.
Полный сценарий мультфильма был опубликован в третьем выпуске сборника сценариев рисованных мультфильмов в 1955 году.
По мнению С. Гинзбурга, в мультфильме «Упрямое тесто» заметно отсутствие единства стиля между декорациями и куклами, часть реплик записана не удачно, кадры неточно смонтированы; всё это свидетельствует о недостатке профессионального мастерства у начинающего режиссёра Дегтярёва. В то же время, среди послевоенных кукольных мультфильмов студии «Союзмультфильм», именно в этом фильме впервые проявилось правильное понимание задач объёмной мультипликации. Поняв причины своей неудачи в мультфильме «Два жадных медвежонка», Дегтярёв прекратил пытаться преодолевать присущую кукольному кино условность, и начал использовать её для правдивого отражения жизненных явлений, отказавшись от подражания игровому кино. Выполненные из дерева персонажи мультфильма не являются натуралистическими копиями, но в их движения, в их поведение внесены характерные человеческие черты. Именно эти достоинства «Упрямого теста» позволяли верить, что развитие объёмно-мультипликационной и кукольной кинематографии на том этапе зависело прежде всего от накопления профессионального мастерства, преодоления натуралистических ошибок.
По мнению авторов четырёхтомной «Истории советского кино», именно в фильме «Упрямое тесто» режиссёр Дегтярёв начал «нащупывать принципы специфики кукольного фильма».
По мнению О. Семеновой, первые же работы на «Союзмультфильме», включая фильм «Упрямое тесто», сразу же привлекли внимание к замечательному режиссёру и художнику Дегтярёву, удивительно умевшему находить дорогу к сердцам детей.
По мнению Иванова-Вано И. П., фильм «Упрямое тесто» был одним из трёх мультфильмов Дегтярёва, заставивших говорить об успехах советской кукольной мультипликации.